# Víctor Grífols i Lucas
Víctor Grífols i Lucas (Barcelona, 19 d'agost de 1919 - 1 juny de 2015) fou un químic i farmacèutic català. Fill de Josep Antoni Grífols i Roig, cursà les carreres de química i de farmàcia, que començà el 1936. Un cop llicenciat en Ciències Químiques i Farmàcia a la Universitat de Barcelona, es va posar al capdavant de l'empresa Grifols, fundada l'any 1940, com a director tècnic fins a l'any 1987. En l'àrea de l'hematologia va promoure la invenció i patent de diversos aparells i procediments. Des de 1987 fins al 2001 va presidir el holding Grifols, i la Fundació Víctor Grífols i Lucas, creada el 1998 per a promoure la bioètica. El 2000 va rebre la Creu de Sant Jordi i el 2009 amb la medalla d'or al Mèrit al treball, que atorga el Ministeri de treball.